# Condado de Isabella (Michigan)
O Condado de Isabella é um dos 88 condados do estado americano de Michigan. A sede do condado é Mt. Pleasant, e sua maior cidade é Mt. Pleasant.
O condado possui uma área de 1 496 km² (dos quais 9 km² estão cobertos por água), uma população de 63 351 habitantes, e uma densidade populacional de 43 hab/km² (segundo o censo nacional de 2000).